# Concerto pour violon de Korngold
Pour les articles homonymes, voir Concerto pour violon (homonymie).
Le Concerto pour violon en ré majeur, op. 35, est une œuvre pour violon et orchestre du compositeur autrichien Erich Wolfgang Korngold.
Composé en 1945 dans une veine néo-classique, puisant dans les thèmes lyriques écrits par le compositeur pour des musiques de film, ce concerto est créé à St. Louis le 15 février 1947 par Jascha Heifetz et l'Orchestre symphonique de Saint-Louis sous la direction de Vladimir Golschmann. 
Il est aujourd'hui l'une des œuvres les plus jouées de Korngold.

## Structure
1. Moderato nobile, dont le thème initial est extrait de la musique du film La Tornade (Another Dawn) de William Dieterle (1937)[1] ;
2. Romance, basé sur la musique du film Anthony Adverse de Mervyn LeRoy (1936) ;
3. Allegro vivace assai, dont le thème est extrait de la musique du film Le Prince et le Pauvre (The Prince and the Pauper) de William Keighley (1937)[2].

Durée d'exécution : vingt cinq minutes.

## Analyse
Dédié à Alma Mahler-Werfel, la veuve de Gustav Mahler. Encouragé à écrire un concerto par le violoniste polonais Bronislaw Huberman qui avait vu les esquisses de l'œuvre dès 1937, Korngold n'achève la rédaction de son concerto pour violon qu'après-guerre, lorsque Huberman est retourné en Europe. Le compositeur destine donc l'œuvre à son créateur.
Korngold emprunte son matériel thématique aux films de la décennie précédente : Another Dawn/La Tornade (1937) et Juarez (1939) pour le premier mouvement, Anthony Adverse (1936) pour le second. Quant au finale il se base sur des thèmes traversants Le Prince et le Pauvre (1937). Korngold aimait à dire que le concerto était écrit « pour un Caruso du violon, plutôt que pour un Paganini ». Après la création, alors que le succès est retentissant, la critique est peu tendre. Celui du Sun de New York, l'influent Irvin Kolodin, est resté dans l'histoire pour un jeu de mots bien rude sur le nom de Korngold, disant que le concerto était « more corn than gold » (plus de guimauve que d'or, littéralement « plus de maïs que d'or »). Cela résume assez bien le peu de tendresse avec lequel le milieu intellectuel reçoit l'œuvre en ces temps d'atonalisme.

## Instrumentation
- deux flûtes (la deuxième prenant le piccolo), deux hautbois (le deuxième prenant le cor anglais), deux clarinettes, une clarinette basse, deux bassons (le deuxième prenant le contrebasson), quatre cors, deux trompettes, un trombone, harpe, vibraphone, xylophone, glockenspiel, célesta, gong, cymbales, timbales, grosse caisse, carillon tubulaire, cordes[4].